# Walter Romberg
Pour les articles homonymes, voir Romberg.
Walter Romberg, né le 27 décembre 1928 à Schwerin et mort le 23 mai 2014 à Teltow, est un homme politique est-allemand. Il est brièvement ministre sans portefeuille puis ministre des Finances en 1990.
Il est également député à la Volkskammer.

## Sources
1. ↑  http://www.berliner-zeitung.de/berlin/trauerfeier-fuer-frueheren-ddr-finanzminister-romberg,10809148,27358576.html

- (de) Cet article est partiellement ou en totalité issu de l’article de Wikipédia en allemand intitulé « Walter Romberg (Politiker) » (voir la liste des auteurs).